# 利马唐人街

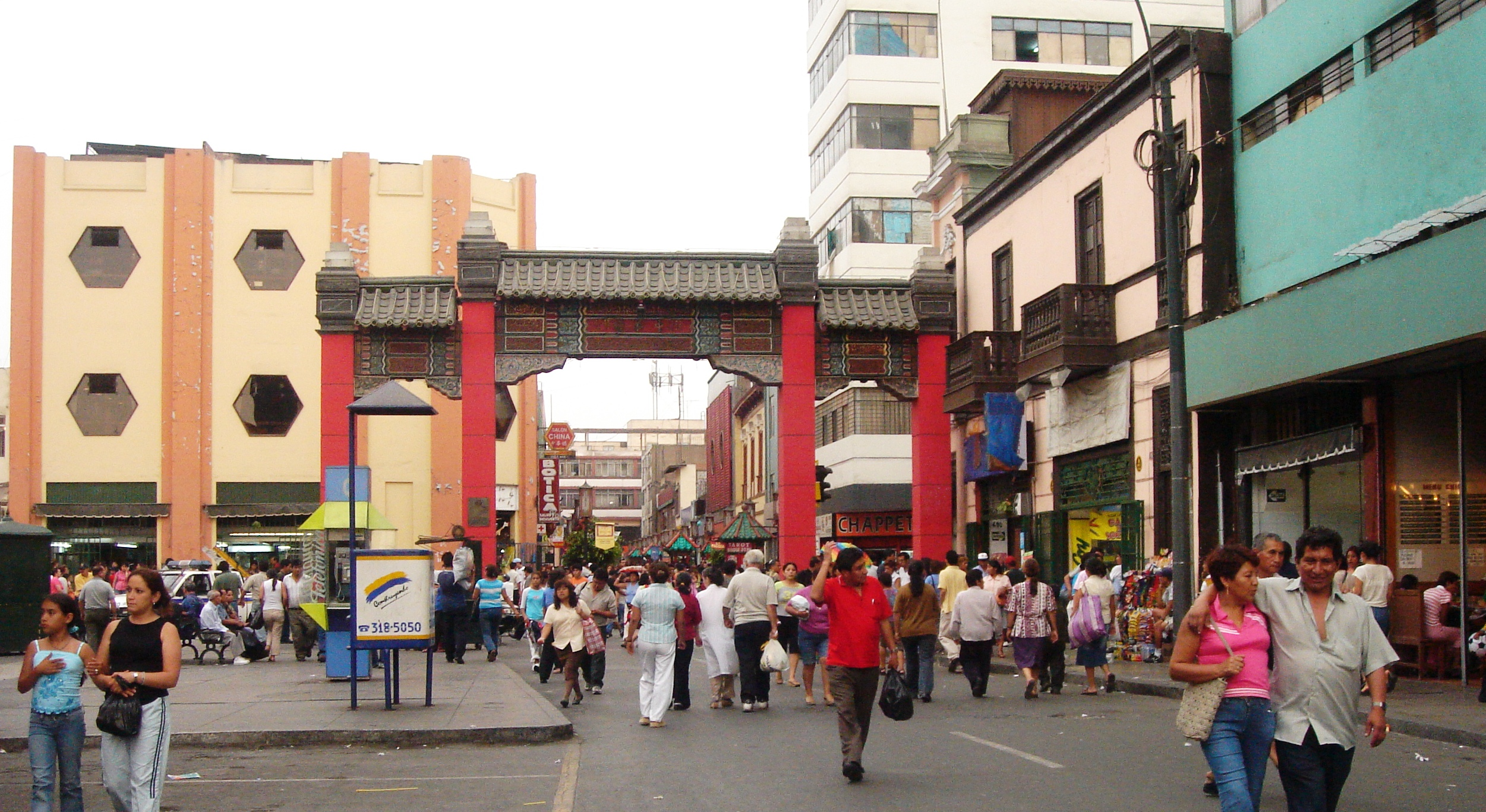
中国城入口处的牌坊

利马唐人街（西班牙語：Barrio chino de Lima）是秘鲁利马的一个街区，位于市中心乌卡亚利街（Ucayali Street）的7号和8号街区。这个街区是中国移民在19世纪中叶建立的，但在19世纪晚期，它在硝石战争中遭到严重破坏，并在随后的几十年里进一步衰落。从20世纪70年代开始，它经历了一次复兴，现在是秘鲁华人文化繁荣的一个象征。